# Distretto di Udalguri
Il distretto di Udalguri è un distretto dell'Assam, in India, di 756 671 abitanti. Il suo capoluogo è Udalguri.